# Tình khúc đảo thiên thần
Sao Noi (tên tiếng Thái: สาวน้อย, tiếng Việt: Tình khúc đảo thiên thần) là bộ phim truyền hình Thái Lan phát sóng vào năm 2012. Phim với sự tham gia của Yuke Songpaisan và Wannarot Sonthichai.

## Nội dung
Sau khi Sant và Suwali làm lễ đính hôn, cha của Sant đưa người tình của ông là Malisi vốn là một vũ công về nhà sống cùng, từ đó hai cha con xảy ra bất hòa. Dưới tác động của Malisi, Sant bỏ nhà ra đi, anh dự định tới nhờ người bạn tốt của anh là Buma giúp đỡ, nhưng không ngờ trên đường đi Sant và Buma gặp phải cướp khiến cho Sant bị thương toàn thân.
Khi Sant tỉnh dậy anh mới phát hiện ra mình đang ở trên một chiếc thuyền chở hàng, những người bốc xếp trên tàu không ngừng khuân vác hàng lên bờ, cho dù có cố gắng thế nào Sant cũng không nhớ được quá khứ của mình, anh chỉ nhớ tên mình là Sant. Khi con tàu đi qua đảo thiên thần, Sant bỗng nghe được một giọng hát rất ngọt ngào, nên đã nhảy xuống biển để tìm nơi phát ra âm thanh đó, nhưng thật không ngờ càng bơi càng đuối sức và cũng rất may cho anh khi anh được Nid – người sở hữu giọng hát tuyệt vời đó cứu sống và đưa về nhà chăm sóc. Mặc dù mẹ của Nid không hài lòng nhưng cũng không nỡ đuổi bệnh nhân đi.
Hàng xóm của Nid là Kade luôn yêu thầm cô, từ khi Nid cứu Sant về, Kade luôn coi Sant là kẻ thù không đội trời chung. Bạn thân của Nid là Canya cũng yêu thầm em trai của Nid là Ayi, Canya và Sant lại có duyên và rất thân thiết với nhau. Sant rất trân trọng Nid đồng thời anh cũng rất khâm phục Nid. Sant sống trong nhà Nid, giúp cô làm việc nhà, dọn dẹp và sửa lại nhà cho cô. Dần dần anh cũng giành được thiện cảm của mẹ Nid. Không lâu sau đó Sant tự phát hiện không những mình biết nói tiếng Anh mà còn biết hội họa, chính vì vậy anh và Nid thường đến những đảo nhỏ để anh trổ tài hội họa của mình. Cũng từ đây anh đã dành tặng cho Nid một bức tranh "cô gái trên đảo thiên thần", Sant và Nid bắt đầu có tình cảm với. Sant cầu hôn với Nid, mẹ của Nid cũng đồng ý gả con gái của mình cho Sant. Khi Kade biết tin này cũng đã gửi lời chúc mừng và đồng thời anh cũng mong muốn Sant phải đối xử tốt với Nid, nếu không Kade sẽ tự tay giết chết Sant, sau đó Kade rời khỏi đảo thiên thần.
Tại Bangkok, thông qua các thông tin mà thầy giáo mỹ thuật của Sant cung cấp, cha anh đã tìm được anh và tiến hành phẫu thuật tìm lại trí nhớ cho Sant. Sant tỉnh dậy, thấy người ngồi bên cạnh mình là Suwali, anh rất vui vì điều đó nhưng Sant lại quên đi những tháng ngày sống trên đảo thiên thần cũng với Nid. Nid tìm đến Bangkok để gặp Sant, nhưng khi biết sự thật và cha của Sant đồng ý cho Nid một số tiền và yêu cầu cô rời khỏi Sant, Nid đã ra đi mà không lấy một đồng xu. Vì lo lắng Nid đến quấy rối cuộc sống của mình, Suwali đã nhờ đến sự giúp đỡ của phu nhân Mali.
Sau khi rời khỏi nhà Sant, Nid ở lại Bangkok tìm việc làm, Nid đến làm việc tại ngôi nhà mà phu nhân Mali làm bồ nhí của ông chủ nhà, không ngờ Nid lại phát hiện ra những việc làm xấu xa của phu nhân Mali và thầy giáo tiếng Anh Jinda. Từ đây rất nhiều tai họa đổ lên đầu Nid, phu nhân Mali và Suwali luôn tìm cách để hãm hại cô thậm chí còn tìm cách hại Nid vào tù, nhưng cũng chính tại đây Nid gặp được một ca sỹ nổi tiếng và cô đã được truyền nghề.
Sau khi ra tù với giọng hát vốn có và sự giúp đỡ của mọi người, Nid đã trở thành một ca sỹ nổi tiếng và xinh đẹp. Cô có trong tay mọi thứ danh vọng, tiền tài, nhan sắc. Sau khi thành danh Nid trở lại nhà của Sant để tìm lại tình yêu đích thực của mình. Cuộc chiến giữa 2 cô gái Nid và Suwali sẽ diễn ra như thế nào? Ai sẽ giành được tình yêu của Sant? Cuộc chiến giữa cái thiện và cái ác sẽ kết thúc ra sao?

## Diễn viên
- Yuke Songpaisan as San / Siam
- Wannarot Sonthichai as Nid / Wanida
- Butsakon Tantiphana as Suwalee
- Nat Thephussadin Na Ayutthaya as Thana
- Bongkot Kongmalai as Marasrie
- Chanidapa Pongsilpipat as Kaew
- Pongsiri Bunluewong as Neua
- Anatpol Sirichoomsang as Chuerd
- Ratchanont Suprakob as Boonma
- Chompoonuch Piyatumchai as Tabtim
- Gringrai Unahanan as Prachan Chalasai
- Acharapan Paiboonsukwan as Pin
- Narissara Wongchalee as Chot
- Sasanee Wattananutkorn as Nim
- Gorrawan Suttiwong as Pisamai
- Kriengkrai Oonhanun as Phra Chanchalasai
- Jirada Moran vai Nid / Wanida (nhỏ)

## Ca khúc nhạc phim
- ยังรักยังรอ / Yahng Rak Yahng Ror (I Still Love You) - Kulkul Kornprad